# Popcorn
"Popcorn" é uma música instrumental composta em 1969 por Gershon Kingsley que ficou famosa na década de 1970, quando e interpretada por vários artistas, bandas e orquestras. É considerada a pioneira da música eletrônica, devido ao fato de ser uma das primeiras músicas acompanhadas amplamente por sintetizadores, algo até então impensável para época. 
A interpretação mais notável foi a do grupo alemão Hot Butter em 1972.

## Artistas que interpretaram outras versões
- Apollo 100
- W&W & Firebeatz
- Arthur Fiedler
- Crazy Frog
- Madagascar 5
- Unter Null
- Muse